# Plagiobryoides brachyneura
Plagiobryoides brachyneura là một loài Rêu trong họ Bryaceae. Loài này được (Kindb.) J.R. Spence mô tả khoa học đầu tiên năm 2009.